# Trono Reale di Aquisgrana

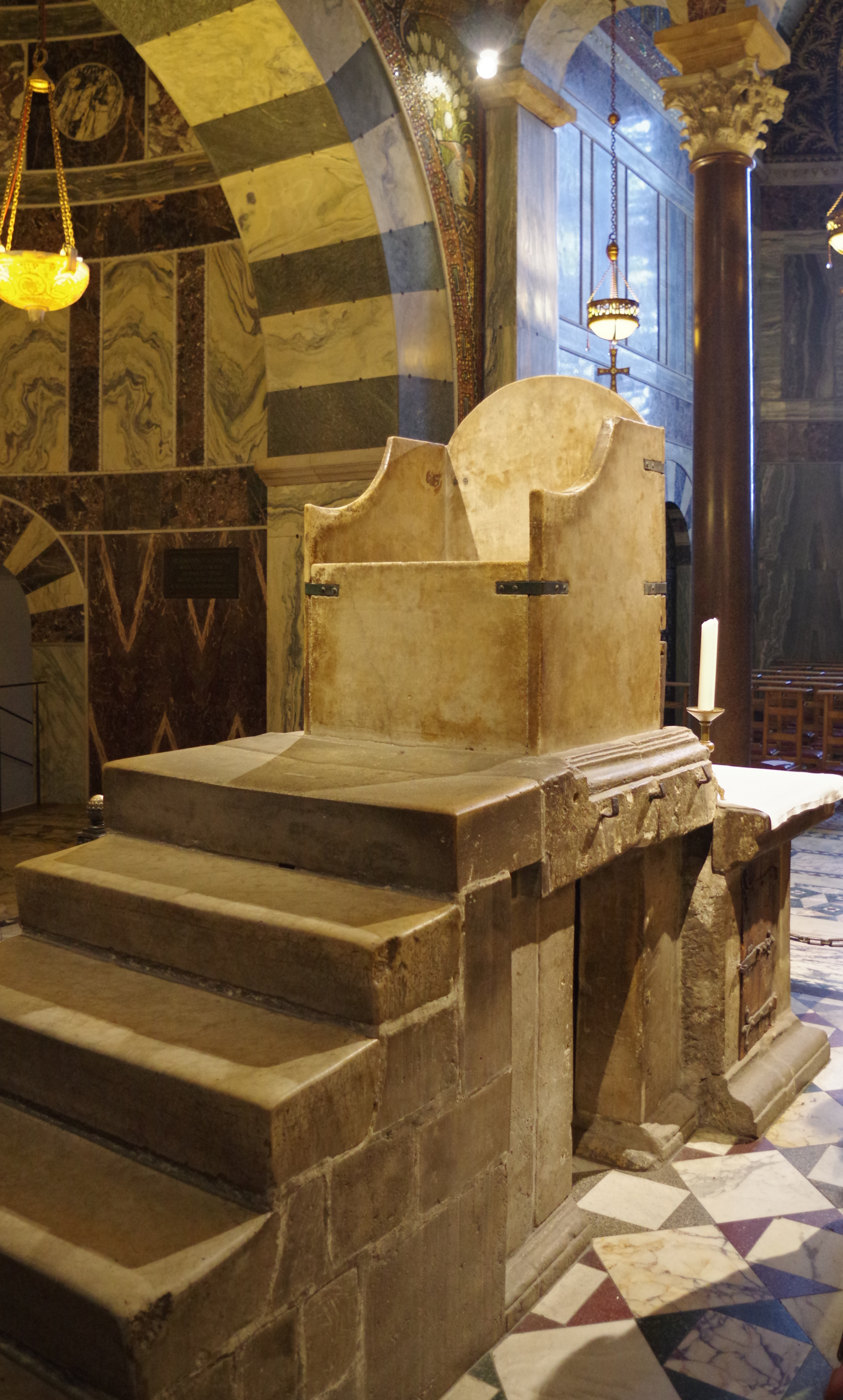
Il Trono Reale nella cattedrale di Aquisgrana

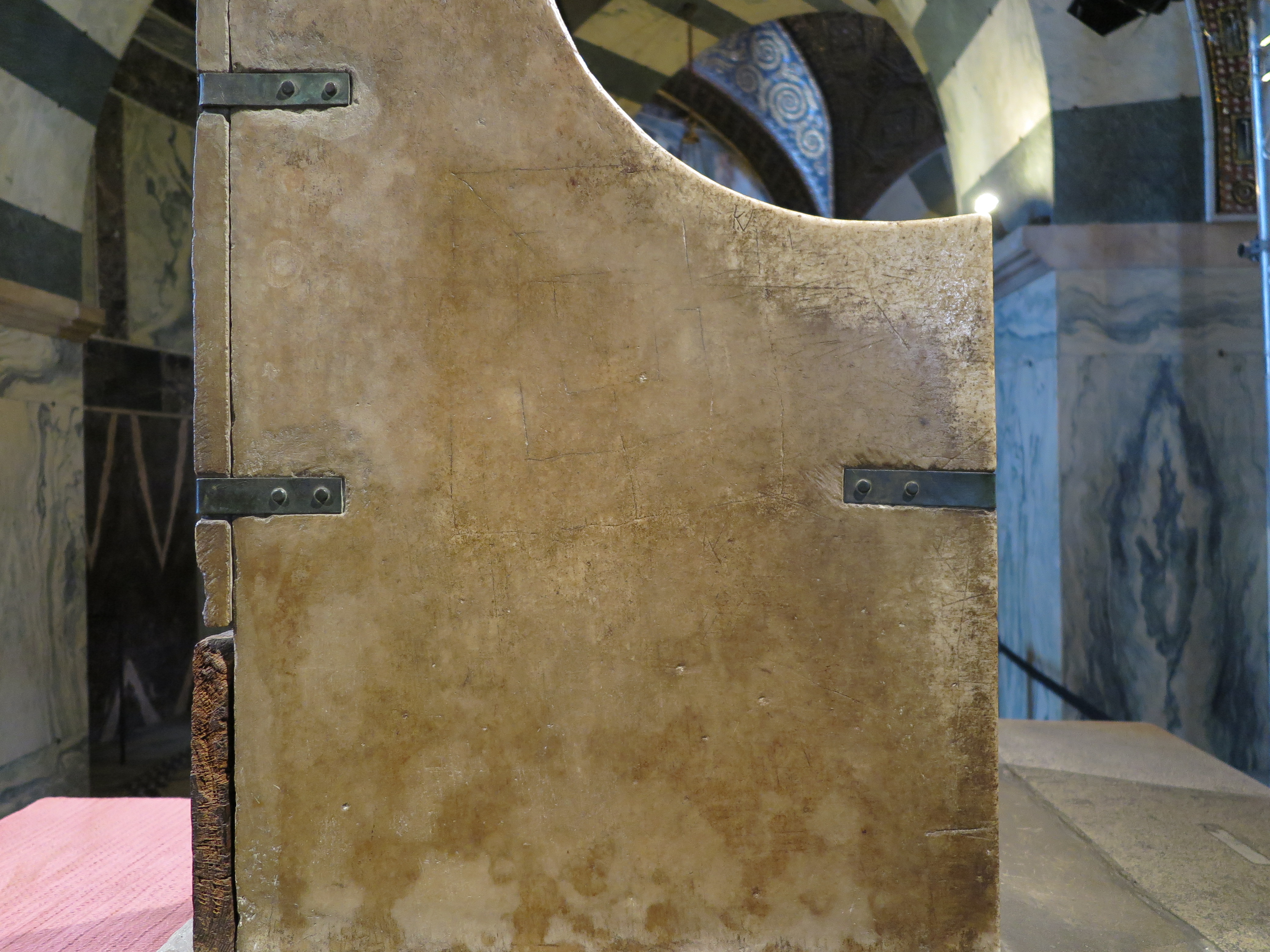
Un gioco del mulino inciso sul fianco

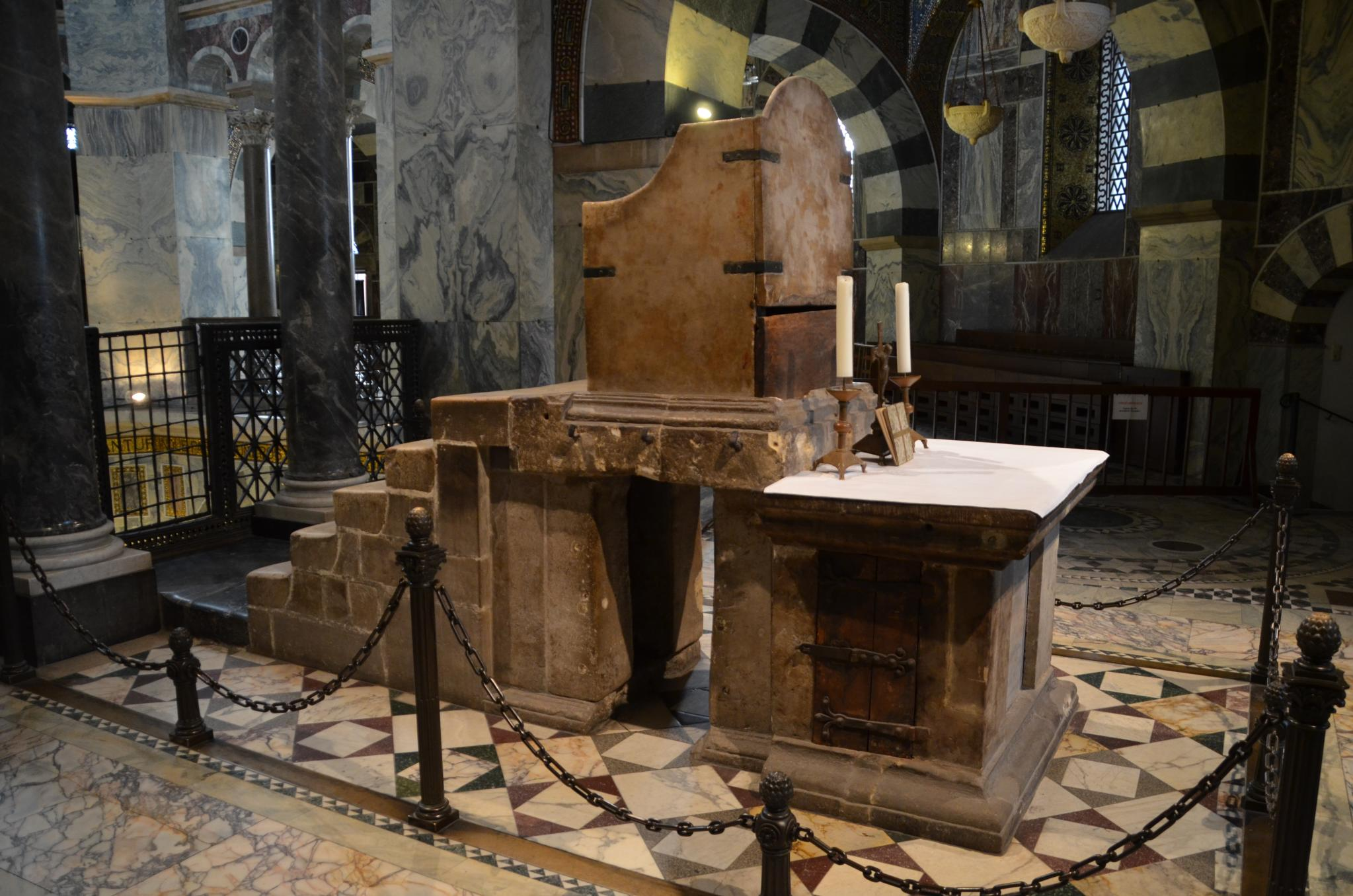
La pavimentazione originaria ancora presente attorno al trono

Il Trono Reale di Aquisgrana (in tedesco Aachener Königsthron), noto anche come Trono di Carlo Magno (Thron Karls des Großen o, semplicemente, Karlsthron), è un trono fatto costruire negli anni 790 da Carlo Magno come parte degli arredi della sua cappella palatina (nucleo centrale dell'odierna cattedrale di Aquisgrana), nella quale è rimasto sin dalla sua creazione.
Fu utilizzato per l'incoronazione di Ludovico il Pio a co-imperatore nell'813, e in seguito per l'incoronazione a Re dei Romani di tutti gli imperatori del Sacro Romano Impero da Ottone I di Sassonia (nel 936) a Ferdinando I d'Asburgo (nel 1531). Pertanto, già dall'XI secolo, il Trono Reale di Aquisgrana era chiamato totius regni archisolium, cioè primo soglio di tutto l'Impero.
Carlo Magno, tuttavia, non fu incoronato ad Aquisgrana; divenne infatti re a Noyon nel 768 e imperatore (augusto) a Roma nell'800. È molto probabile, però, che assistesse alle messe tenute nella Cappella Palatina seduto su questo trono.

## Descrizione
Il Trono Reale di Aquisgrana è estremamente semplice e privo di qualsiasi ornamento. Si erge su di un podio, separato da sei gradini dal livello del suolo. Il trono vero e proprio è costituito da quattro lastre di marmo pario tenute insieme da staffe di bronzo che, secondo recenti indagini, sarebbero state prelevate, così come i gradini, dalla basilica del Santo Sepolcro di Gerusalemme intorno all'anno 800. Un'altra interpretazione (mai verificata) sostiene invece che fossero parte della scalinata del palazzo di Pilato, sulla quale Gesù salì dopo la flagellazione. Su di una delle due lastre laterali sono presenti delle linee incise che probabilmente servivano da tavoliere per un antico gioco del mulino. La lastra posteriore riporta invece incisa una rappresentazione della scena della crocifissione. Date le condizioni della superficie del marmo e la presenza di incisioni a tema sia pagano che cristiano risalenti a diverse epoche, si può concludere che quando le lastre furono assemblate per comporre il trono, esse fossero già state impiegate come decorazioni in almeno altre due occasioni distinte.
Una struttura interna in legno, che ora si trova nel Rheinisches Landesmuseum Bonn, fungeva da supporto della quinta lastra di marmo, andata perduta, che costituiva il sedile. All'interno di essa era presente un vano in cui, secondo recenti studi, erano custodite le insegne imperiali o parte di esse, in particolare la borsa di Santo Stefano. La datazione al radiocarbonio ha rivelato che il pannello in quercia può essere datato al periodo carolingio, intorno all'800, ed è perciò coevo con la realizzazione del trono.
Il podio del trono poggia su quattro pilastri in pietra. Ciò permise ai visitatori nelle epoche successive di strisciare sotto il trono, gesto che rappresentava sia un atto di umiltà verso il sovrano appena consacrato, sia un atto di venerazione delle reliquie di Cristo, dato il legame che univa le lastre di marmo alla figura del Messia (vedi sotto la sezione simbolismo). La superficie levigata dell'interno dei pilastri dimostra come innumerevoli visitatori debbano aver compiuto questo rito nel corso dei secoli.
Adiacente alla parte posteriore del trono si trova l'altare di Nicasio, che fu assemblato con parti di un altro altare carolingio e consacrato nel 1305.
Il trono è sopravvissuto a tutte le alterazioni e demolizioni subite dalla cappella nel corso dei secoli. Tuttavia, nel corso delle misure prese dal capitolo della cattedrale durante la seconda guerra mondiale per proteggere gli arredi e i tesori della cattedrale dai danni causati dalle bombe e dall'acqua di spegnimento degli incendi, il trono fu avvolto con carta imbevuta di catrame e poi riempito e ricoperto di sabbia. La carta catramata ha lasciato sul marmo delle vistose chiazze giallastre tuttora visibili, che si è preferito tuttavia non rimuovere per non rischiare di danneggiare gli antichi graffiti.

Nell'area sottostante e circostante il trono è stata conservata l'originale pavimentazione carolingia. Le varietà di pietra utilizzate per comporla (marmo bianco, porfido verde antico e porfido rosso egiziano) provengono da edifici più antichi e sono state disposte secondo lo stile rappresentativo italiano. Il materiale potrebbe provenire dal palazzo di Teodorico a Ravenna, dove sono stati ritrovati pavimenti molto simili.

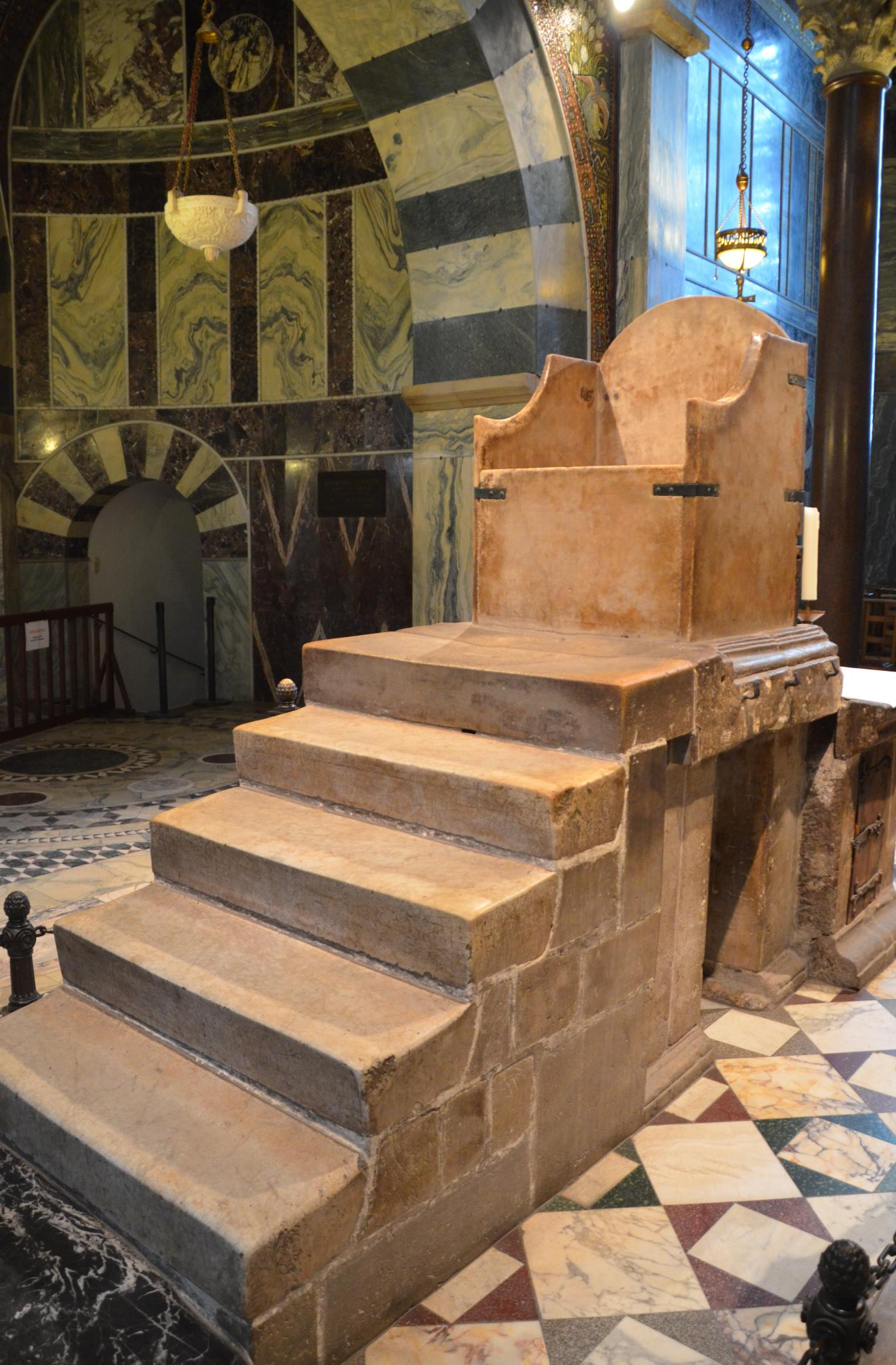
Fronte
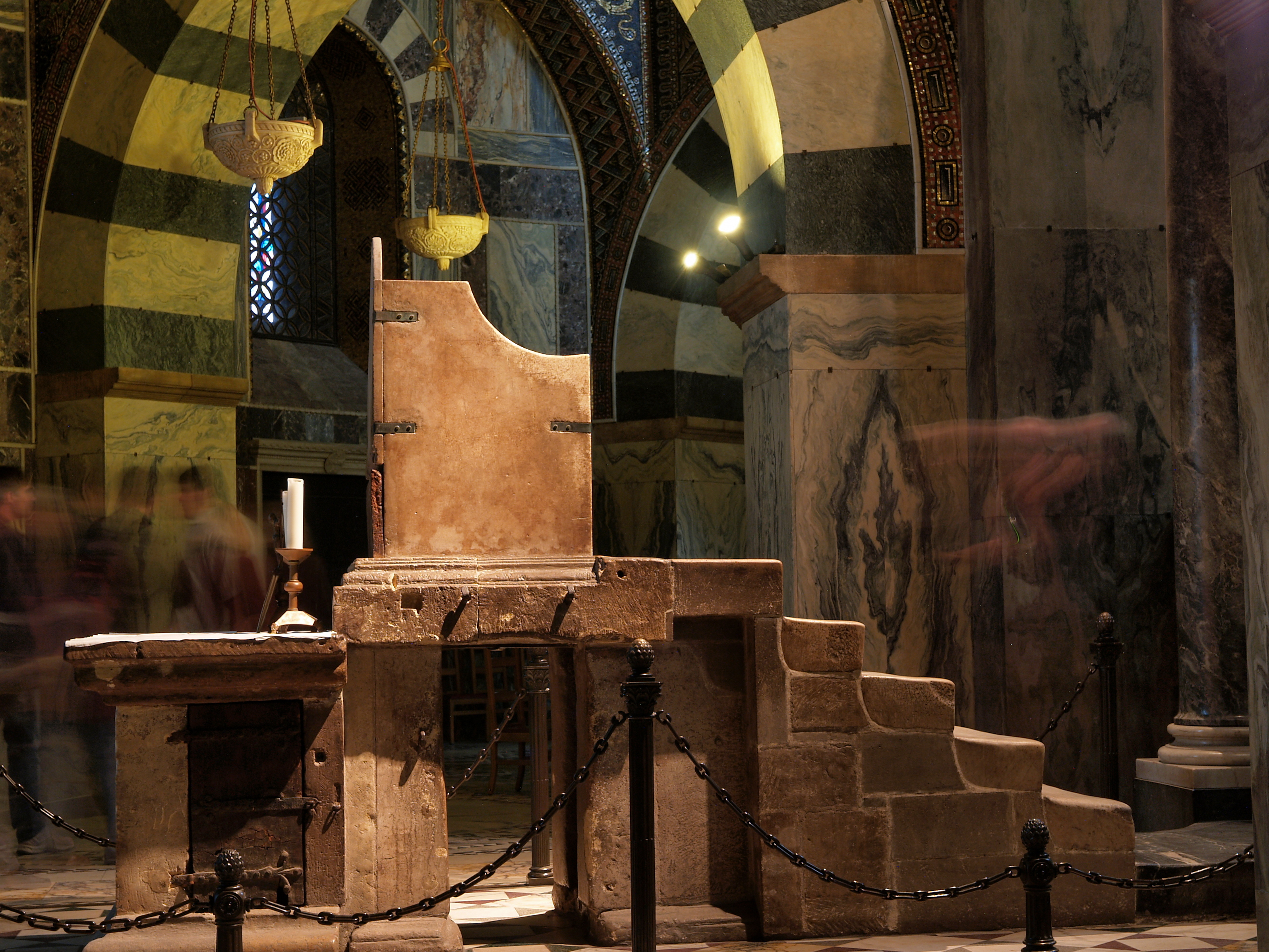
Lato destro
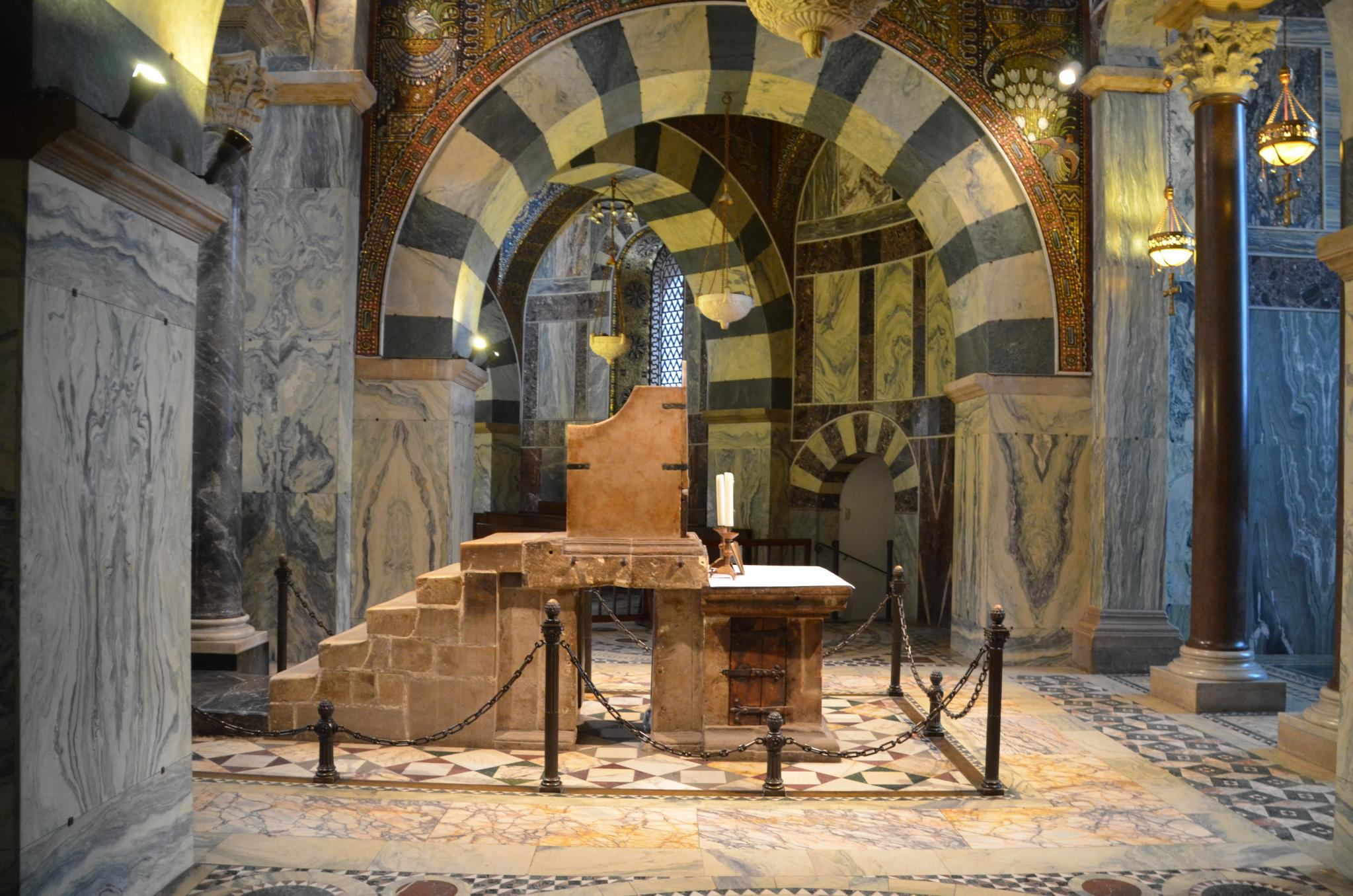
Lato sinistro
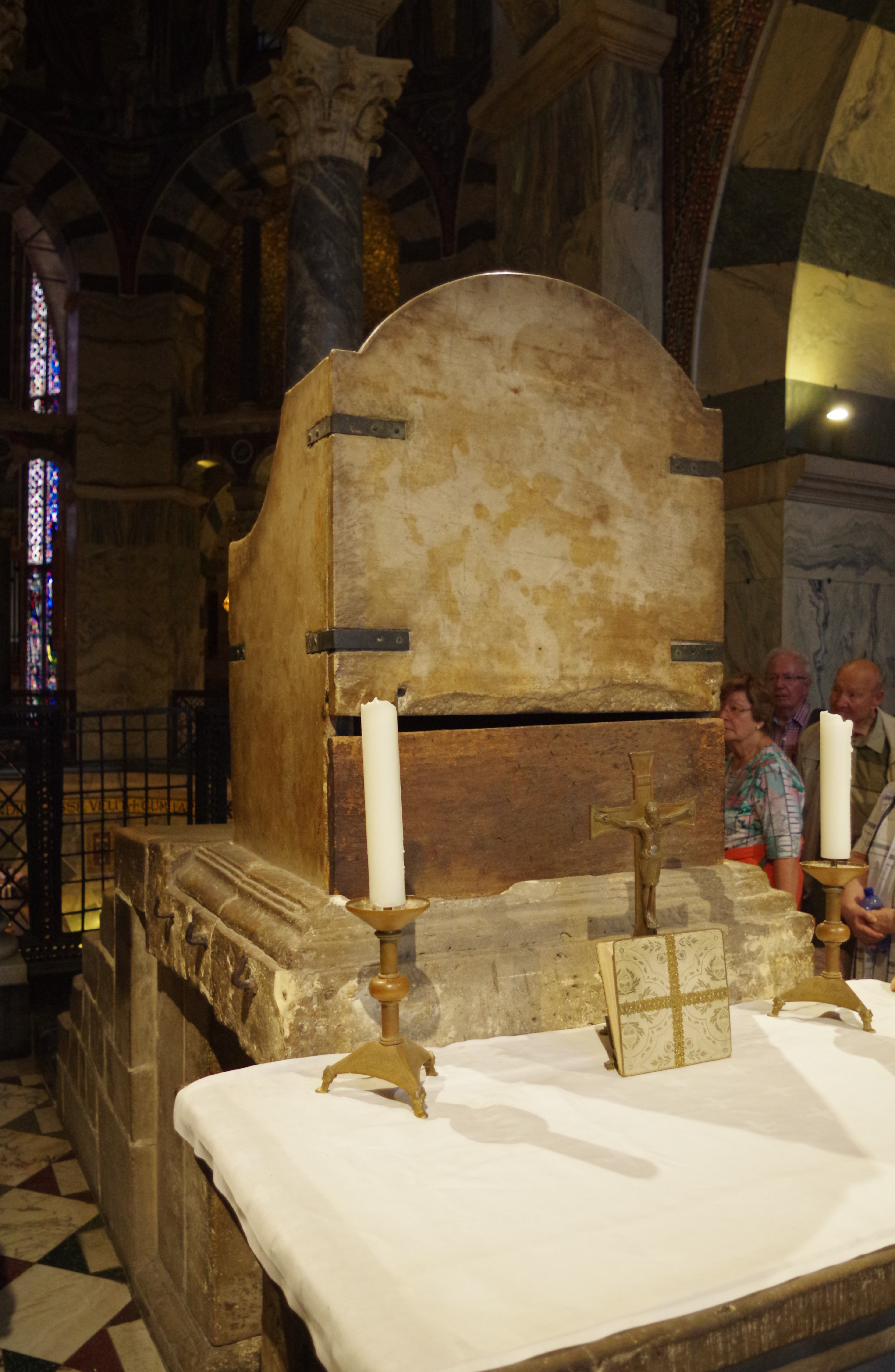
Retro

## Simbolismo
Il trono, la cui simbolicità lo qualifica come un'eccezionale testimonianza del rinascimento carolingio, si trova nella galleria ovest del piano superiore dell'ottagono carolingio, chiamato Hochmünster (Chiesa alta) in tedesco.
Il posizionamento del trono non è casuale, bensì in stretta correlazione col contesto strutturale della cappella palatina, le cui proporzioni ricreano, in forma numerica, un'immagine simbolica della Gerusalemme Celeste. Il trono, seguendo probabilmente il modello biblico del trono di Salomone, il quale poneva a sua volta il sovrano in una sfera separata per mezzo di una galleria, occupava il posto più alto, simboleggiando in modo inequivocabile la rivendicazione dell'imperatore alla sovranità temporale e spirituale su tutto il regno e la sua funzione di mediatore tra cielo e terra. In questo senso, anche il numero dei gradini potrebbe avere una rilevanza simbolica, poiché secondo I Re 10,19 anche il trono di Salomone aveva sei gradini e si trovava in una sala fronteggiante un tempietto cubicoː il Santo dei Santi (I Re 7). Richiami deliberati al modello del trono di Salomone erano in linea con la rivendicazione di Carlo di dominio universale incondizionato in qualità di reggente di un impero mondiale cristiano, nel quale egli avrebbe governato su un nuovo popolo eletto come una sorta di nuovo Salomone. Questa interpretazione è rafforzata dalla comprovata ammirazione che Carlo nutriva verso l'altrettanto prestigioso padre e predecessore di Salomone, Re Davide, il cui ruolo di governatore di Dio sulla terra egli cercava di imitare. Nell'801 è riportato che "a corte ci riferivamo a Carlo col nome di 'Davide'".  Questo messaggio venne sottolineato dall'uso di marmo proveniente dalla Terra Santa, il quale essendo originario della basilica del Santo Sepolcro di Gerusalemme ha un legame con la figura di Gesù Cristo e perciò anche con l'idea del diritto divino dei re. Inoltre, secondo il pensiero medievale, le lastre di marmo sarebbero state trasformate in reliquie tramite il contatto col corpo di Cristo. L'irregolarità dello spessore delle lastre e la generale mancanza di armonia estetica del trono vennero accettate pur di mantenere evidente questo legame divino.
Il trono imperiale è posto nella parte occidentale della cappella ed è rivolto verso est. La vista del sovrano in trono cade così verso oriente nell'attesa che il giorno del giudizio sorga da questo punto cardinale portando così la fine del mondo e del potere temporale.
I quattro pilastri che sostengono il podio possono rappresentare il mondo governato dal signore temporale con i suoi quattro elementi, le sue quattro stagioni e i suoi quattro punti cardinali. Vi si potrebbe anche leggere un riferimento ai quattro fiumi del giardino dell'Eden, che portavano fertilità alla terra.
Molto probabilmente nella stanza che si apriva dietro il trono c'era un altare consacrato a San Michele Arcangelo. Di conseguenza, il sovrano assiso in trono avrebbe potuto confidare che l'arcangelo gli avrebbe "guardato le spalle".